# Elezioni europee del 1984 nei Paesi Bassi
Le elezioni europee del 1984 nei Paesi Bassi si sono tenute il 10 giugno.

## Risultati
| Liste  | Liste                                           | Gruppo | Voti      | %     | Seggi |
| ------ | ----------------------------------------------- | ------ | --------- | ----- | ----- |
|        | Partito del Lavoro                              | SOC    | 1.785.165 | 33,70 | 9     |
|        | Appello Cristiano Democratico                   | PPE    | 1.590.218 | 30,02 | 8     |
|        | Partito Popolare per la Libertà e la Democrazia | LD     | 1.002.685 | 18,93 | 5     |
|        | CPN - GNP - PPR - PSP                           | ARC    | 296.488   | 5,60  | 2     |
|        | SGP - GPV - RPF                                 | NI     | 275.786   | 5,21  | 1     |
|        | Democratici di Centro                           | -      | 134.877   | 2,55  | -     |
|        | Democratici 66                                  | -      | 120.826   | 2,28  | -     |
|        | Verdi Europei                                   | -      | 67.413    | 1,27  | -     |
|        | God Met Ons                                     | -      | 23.291    | 0,44  | -     |
| Totale | Totale                                          | Totale | 5.296.749 |       | 25    |